# District du Gros-de-Vaud
Pour les articles homonymes, voir Gros-de-Vaud.

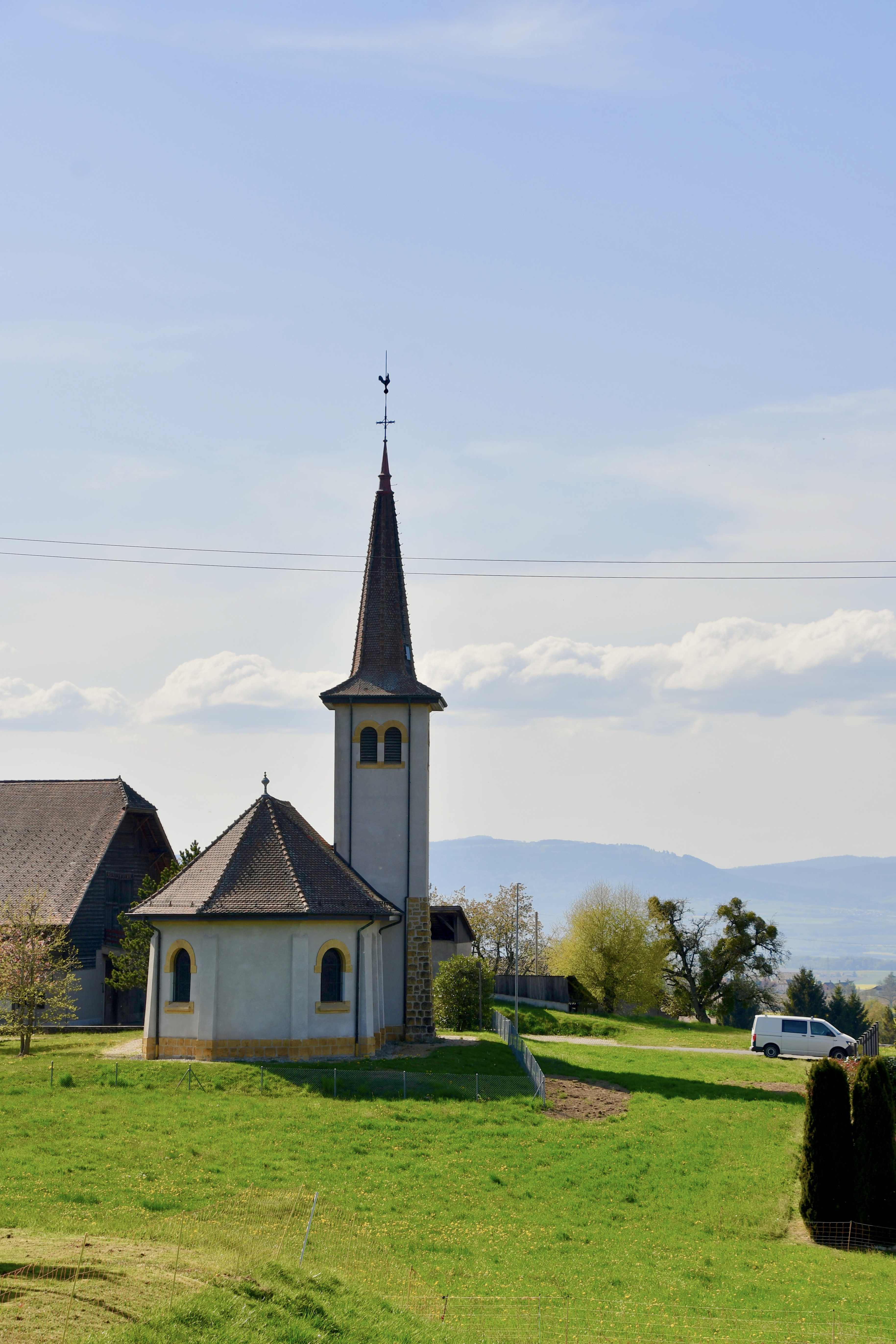
Temple protestant de Poliez-Pittet.

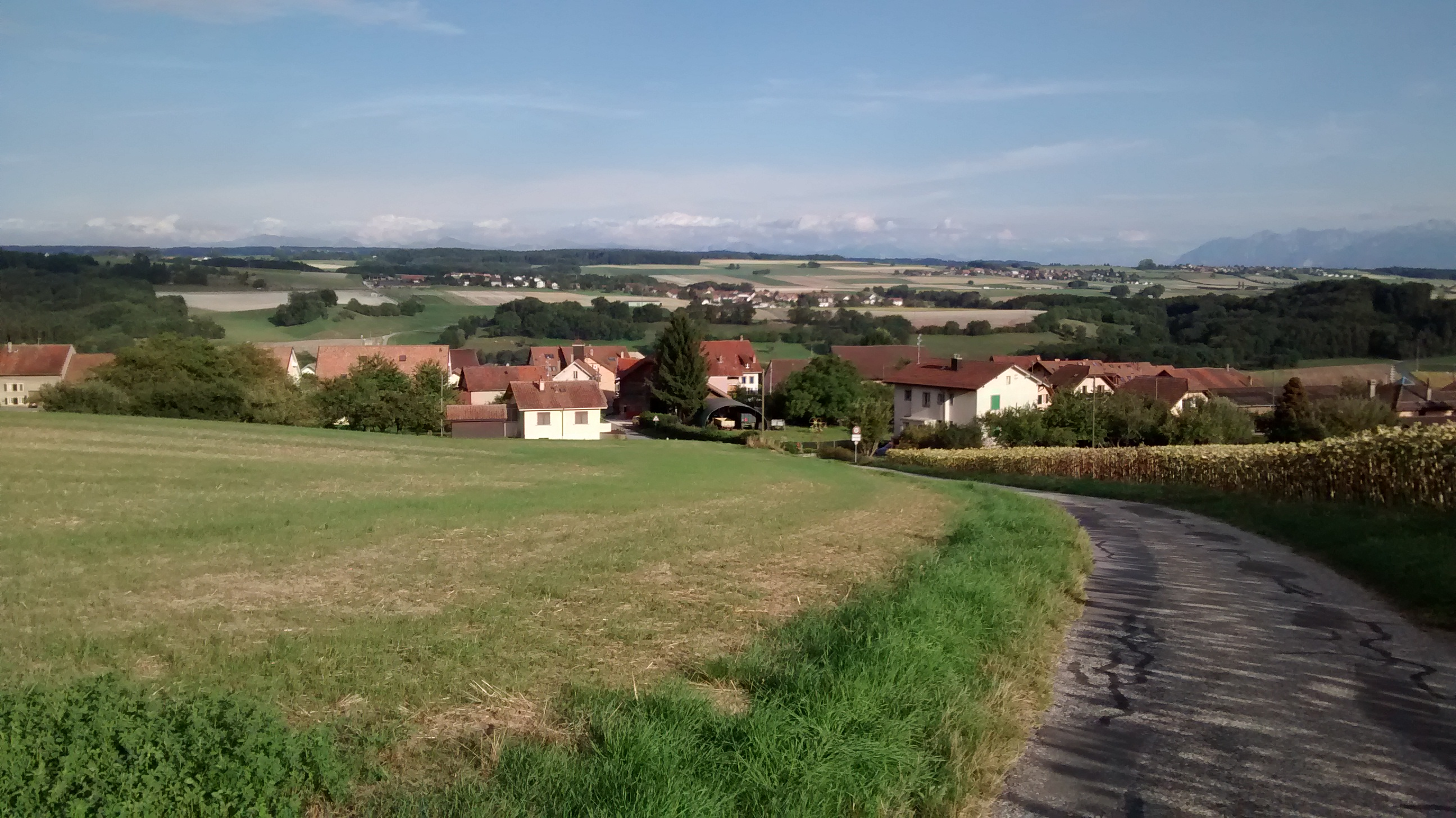
Lussery-Villars.

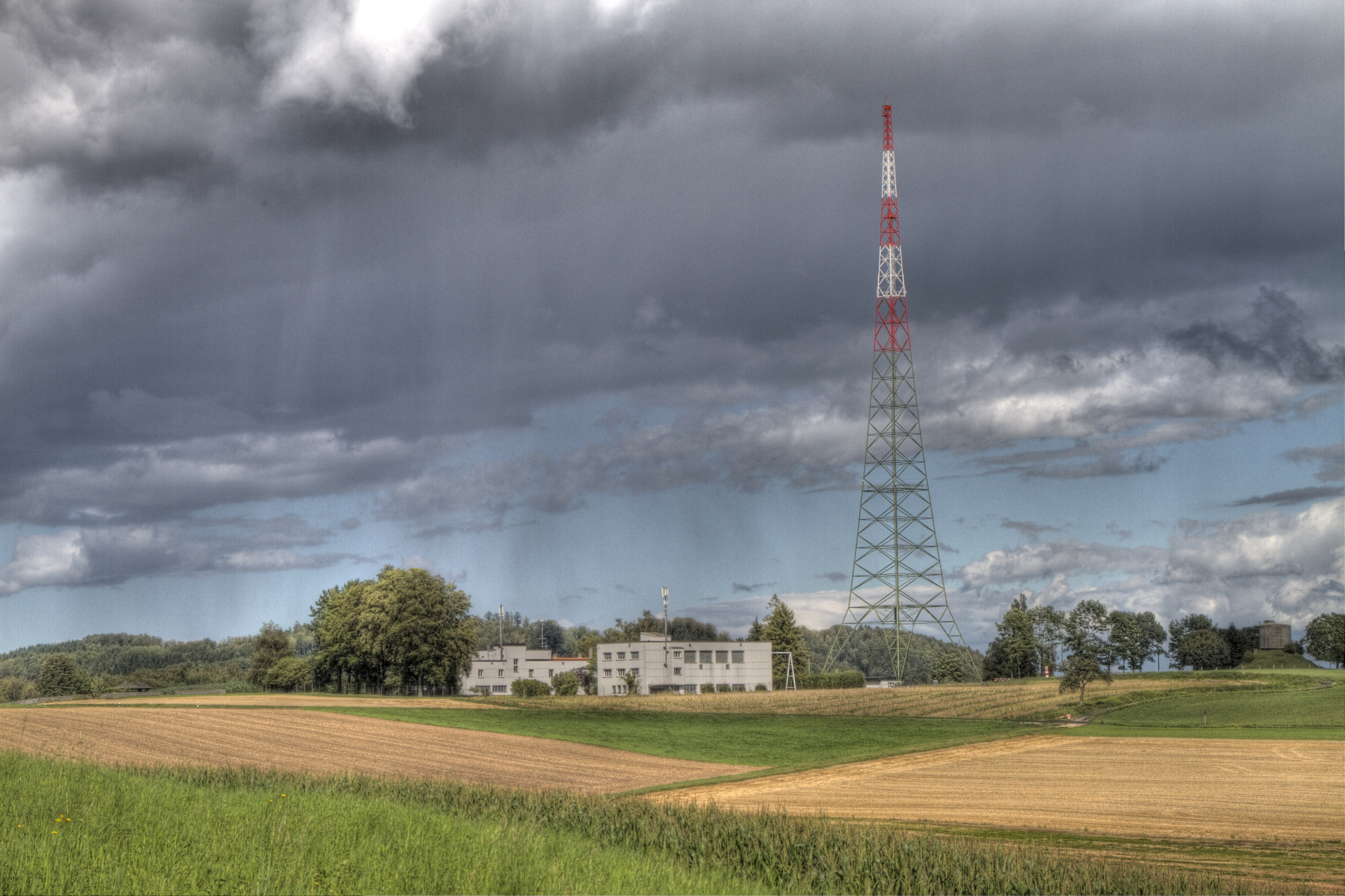
L'émetteur de Sottens à Jorat-Menthue.

Le district du Gros-de-Vaud, dont Échallens est le chef-lieu, est l'un des dix districts du canton de Vaud. Le district se situe à un emplacement stratégique car celui-ci se trouve entre les villes de Lausanne et Yverdon.

## Formation
Le district du Gros-de-Vaud fait partie des nouveaux districts créés lors de la réorganisation cantonale du 1er janvier 2008. Il est formé de la totalité des communes de l'ancien district d'Échallens, plus Bettens, Bournens, Boussens, Daillens, Lussery-Villars, Mex, Penthalaz, Penthaz, Sullens, Vufflens-la-Ville de l'ancien district de Cossonay, Boulens, Chapelle-sur-Moudon, Correvon, Denezy, Martherenges, Montaubion-Chardonney, Neyruz-sur-Moudon, Ogens, Peyres-Possens, Saint-Cierges, Sottens, Thierrens et Villars-Mendraz de l'ancien district de Moudon, Peney-le-Jorat de l'ancien district d'Oron et Oppens de l'ancien district d'Yverdon.

## Préfets
La préfecture du district est administrée par un seul préfet. Le préfet nommé au 1er janvier 2008 est Marc-Étienne Piot, remplacé le 1er avril 2013 par Pascal Dessauges.

## Liste des communes
Voici la liste des communes composant le district avec, pour chacune, sa population.
| Nom                    | N° OFS | Population (décembre 2023) |
| ---------------------- | ------ | -------------------------- |
| Assens                 | 5511   | +001 703,                  |
| Bercher                | 5512   | +001 329,                  |
| Bettens                | 5471   | +000644,                   |
| Bottens                | 5514   | +001 374,                  |
| Boulens                | 5661   | +000378,                   |
| Bournens               | 5472   | +000518,                   |
| Boussens               | 5473   | +001 023,                  |
| Bretigny-sur-Morrens   | 5515   | +000894,                   |
| Cugy                   | 5516   | +002 725,                  |
| Daillens               | 5480   | +001 062,                  |
| Échallens              | 5518   | +006 570,                  |
| Essertines-sur-Yverdon | 5520   | +001 104,                  |
| Étagnières             | 5521   | +001 173,                  |
| Fey                    | 5522   | +000762,                   |
| Froideville            | 5523   | +002 723,                  |
| Goumoëns               | 5541   | +001 212,                  |
| Jorat-Menthue          | 5804   | +001 556,                  |
| Lussery-Villars        | 5487   | +000473,                   |
| Mex                    | 5489   | +000814,                   |
| Montanaire             | 5693   | +002 834,                  |
| Montilliez             | 5540   | +001 894,                  |
| Morrens                | 5527   | +001 142,                  |
| Ogens                  | 5680   | +000332,                   |
| Oppens                 | 5923   | +000202,                   |
| Oulens-sous-Échallens  | 5529   | +000598,                   |
| Pailly                 | 5530   | +000576,                   |
| Penthalaz              | 5495   | +003 197,                  |
| Penthaz                | 5496   | +001 898,                  |
| Penthéréaz             | 5531   | +000438,                   |
| Poliez-Pittet          | 5533   | +000875,                   |
| Rueyres                | 5534   | +000302,                   |
| Saint-Barthélemy       | 5535   | +000829,                   |
| Sullens                | 5501   | +001 198,                  |
| Villars-le-Terroir     | 5537   | +001 297,                  |
| Vuarrens               | 5539   | +001 102,                  |
| Vufflens-la-Ville      | 5503   | +001 335,                  |
| Total                  | Total  | +048 086,                  |

## Sources
- (de) Cet article est partiellement ou en totalité issu de l’article de Wikipédia en allemand intitulé « Gros-de-Vaud (Bezirk) » (voir la liste des auteurs).

1. 1 2  « Bilan démographique selon le niveau géographique institutionnel » , sur Office fédéral de la statistique (consulté le 18 avril 2025).
2. ↑  Canton de Vaud, « Liste des communes avec leur ancien district » (consulté le 28 décembre 2007).
3. ↑  « Préfecture du Gros-de-Vaud », sur vd.ch (consulté le 11 février 2018).
4. ↑  [xls] « Liste officielle des communes de la Suisse - 01.01.2016 »(Archive.org • Wikiwix • Archive.is • Google • Que faire ?), sur Office fédéral de la statistique (consulté le 17 février 2016).